# Dag Arvas
El Contraalmirante Dag Gustaf Christer Arvas (Arvidsjaur, 22 de septiembre de 1913 – Estocolmo, 1 de febrero de 2004) fue un oficial de la Armada Sueca. Los mandos más importantes de Arvas incluyen el de Subjefe del Estado Mayor de Defensa, Comandante en Jefe de la Flota Costera y Jefe de la Oficina Militar del Ministro de Defensa.

## Primeros años
Arvas nació el 22 de septiembre de 1913 en Arvidsjaur, Suecia, hijo de Birger Arvas y su esposa Elsa (de soltera Christerson). Se graduó del studentexamen en Djursholm en 1932.

## Carrera
Arvas fue comisionado como oficial naval en 1935 con el rango de alférez en funciones. Luego estuvo de licencia un verano para viajar con la escuela de navegación sueca Kaparen en aguas de Europa occidental, y fue educado en la Escuela de Educación Física (Gymnastik- och idrottsskolan, GIS) de 1937 a 1938. Arvas asistió al Royal Swedish Naval Staff College de 1940 a 1942 y sirvió a bordo de torpederos y destructores. También sirvió como teniente de bandera (flaggadjutant) del Comandante en Jefe de la Flota Costera de 1945 a 1948. Arvas fue capitán del destructor  de 1950 a 1951 y comandante de un escuadrón de destructores en 1954. Fue ascendido a teniente comandante en 1953 y al rango de 1ra en 1955.
Durante los años 1946-1953, Arvas fue profesor en paralelo con otros servicios tanto en el Royal Swedish Naval Staff College como en el Royal Swedish Air Force Staff College. El servicio en tierra se caracterizó por su participación en la investigación del Supremo Comandante de las Fuerzas Armadas de Suecia y en el comité de defensa en 1955-1958, donde se sentaron las bases para la flota ligera y el Plan de la Armada 60 (Marinplan 60). Arvas sirvió como jefe del Departamento de Operaciones en el Estado Mayor Naval desde 1955 y como jefe del Departamento de Planificación de 1958 a 1960, cuando fue ascendido a capitán. Luego sirvió como oficial al mando de la 1ra Flotilla de Destructores (Första jagarflottiljen) de 1960 a 1961 y como Subjefe del Estado Mayor de Defensa de 1961 a 1964. Arvas sirvió como jefe de la Sección 3 en el Estado Mayor Naval de 1964 a 1966, cuando fue ascendido a contraalmirante. Luego fue Comandante en Jefe de la Flota Costera de 1966 a 1970, presidente de la Real Sociedad Sueca de Ciencias Navales de 1966 a 1969, y jefe de la Oficina Militar del Ministro de Defensa de 1970 a 1978.
Después de su retiro en 1978, fue, entre otras cosas, investigador especial en la Investigación Civil Militar de 1978 (1978 års civilmilitärutredning).

## Vida personal
En 1939, se casó con Gunvor Milles, hija de Tage Milles y Thora (de soltera Rutensköld). Hijos: Christer (nacido en 1941) y Stig (nacido en 1944).

## Fallecimiento
Arvas falleció el 1 de febrero de 2004 y fue enterrado en el Cementerio de Djursholm el 16 de abril de 2004.

## Fechas de rango
- 1935 – Subteniente interino
- 1937 – Subteniente
- 19?? – Teniente
- 1953 – Teniente comandante
- 1955 – Comandante
- 1960 – Capitán
- 1966 – Contraalmirante

## Condecoraciones y distinciones
- Comandante Gran Cruz de la Orden de la Espada (6 de junio de 1973)[5]
- Comandante de 1ra Clase de la Orden de la Espada (6 de junio de 1966)[6]
- Medalla de la Libertad del Rey Christian X[2]
- Oficial de la Orden del Águila Azteca[2]

## Honores
- Miembro honorario de la Real Sociedad Sueca de Ciencias Navales (1954)[1]
- Miembro de la Real Academia Sueca de Ciencias de la Guerra (1959)[1]